# Рудня-Шпилевская
Рудня-Шпилевская (укр. Рудня-Шпилівська) — село, входит в Иванковский район Киевской области Украины.
Население по переписи 2001 года составляло 107 человек. Почтовый индекс — 07203. Телефонный код — 4591. Занимает площадь 0,4 км². Код КОАТУУ — 3222086403.

## Местный совет
07263, Київська обл., Іванківський р-н, с. Феневичі